# فرودگاه مرسدیتا
فرودگاه مرسدیتا (به انگلیسی: Mercedita Airport) یک فرودگاه همگانی بهره‌برداری هوایی با کد یاتا PSE است که یک باند فرود آسفالت دارد. این فرودگاه در کشور پورتوریکو قرار دارد.

## شرکت‌های هواپیمایی و مقصدهای پروازی

### مسافری
| شرکت‌های هواپیمایی | مقصدهای پروازی        |
| ----------------- | --------------------- |
| جت‌بلو             | جان اف کندی، اورلاندو |